# Connexochiton
Connexochiton is een geslacht van keverslakken uit de familie van de Ischnochitonidae.

## Soorten
- Connexochiton bromleyi (Ferreira, 1985)
- Connexochiton discernibilis Kaas, 1991
- Connexochiton kaasi Saito, 1997
- Connexochiton moreirai (Righi, 1973)
- Connexochiton platynomenus Kaas, 1979